# Zadlaz - Žabče
Zadlaz - Žabče je naselje v Občini Tolmin. Pravopisno pravilno ime je Zadlaz pri Žabčah.